# Арынцас (деревня)
Арынцас — исчезнувшая деревня в Венгеровском районе Новосибирской области России. На момент упразднения входила в состав Филошенского сельсовета. Исключена из учётных данных в 1987 году.

## География
Располагалась на северо-востоке района на реке Арынцас, в 5 км к северо-западу от села Филошенка.

## История
Деревня была основана в 1828 году. В 1928 году состояла из 101 хозяйства. В административном отношении являлась центром Арынцасского сельсовета Меньшиковского района Барабинского округа Сибирского края. В деревне располагались школа 1-й ступени и лавка общества потребления.
Решением Новосибирского облисполкома от 23.04.1987 г. № 208 деревня исключена из учётных данных как фактически не существующая.

## Население
По переписи 1926 г. в деревне проживало 478 человек (216 мужчины и 262 женщины), основное население — русские.